# آئو دای

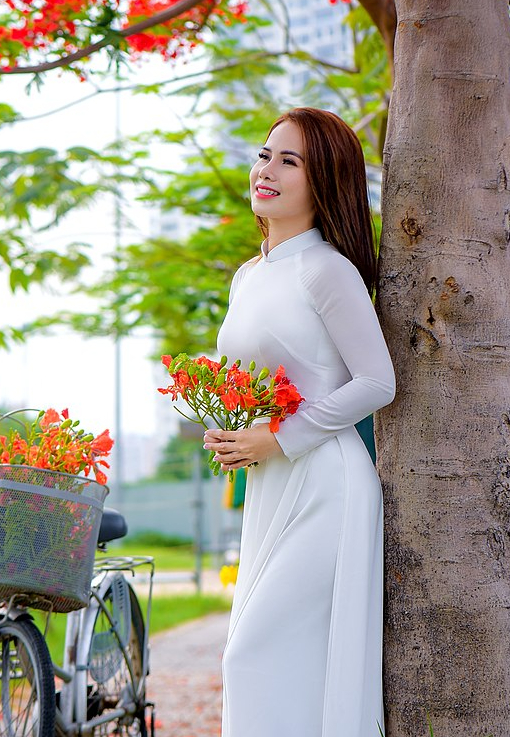
زنی با پوشیدن آئو دای سفید، مه ۲۰۲۱

آئو دای لباس ملی ویتنام است. این لباس در حال حاضر عمدتاً کت و شلوار زنان است. آئودای در قرن هفدهم توسط سلسله نگوین در جنوب ویتنام ایجاد شد. آئودای لباس مهماندار خطوط هوایی ویتنام (ایرلاین ملی) است.